# Accident (John Greaves)
| Recensione | Giudizio |
| ---------- | -------- |
| AllMusic   |          |

Accident è il secondo album in studio del bassista, cantante e compositore gallese John Greaves, ex-membro del gruppo avant-prog Henry Cow, pubblicato nel 1982. Sebbene non rappresenti il diretto seguito dell'esperienza del 1977 culminata in Kew. Rhone., l'opera vede, nella composizione di quasi tutte le canzoni, nuovamente la cooperazione con l'ex-chitarrista degli Slapp Happy Peter Blegvad.

## Tracce
Tutte le composizioni sono opera di John Greaves (musica) e Peter Blegvad (testi), eccetto dove indicato.
Lato A
1. Photography – 3:50
2. Irma – 3:29
3. Milk – 3:28
4. Accident – 3:39
5. Sad Emission – 3:30

Durata totale: 17:56
Lato B
1. Salt – 4:03 (Greaves)
2. Wax – 4:02
3. Ruby – 0:52 (Greaves)
4. The Rose - Sob – 1:58
5. Silence – 3:27
6. For Bearings – 0:45

Durata totale: 15:07

## Formazione
- John Greaves – voce, sintetizzatori, basso elettrico
- Kurt Rust – batteria
- Pip Pyle – batteria, batteria elettronica
- Dominique Guiot – chitarra elettrica
- Armand Frydman – tastiere, engineering
- Philippe Gisselman – sassofono alto, sassofono tenore
- Jean-Luc Fauvel – chitarra acustica
- Pascale Son – voce
- Jean-Michel Bertrand – percussioni (in Salt)
- Geoffrey Richardson – viola (in Silence)
- Jacqueline Cahen – voce (in Irma)
- Marc Richard – sassofono alto, clarinetto (in Ruby, The Robe - Sob)
- Yoshk'o Seffer – sassofono alto (in Irma)
- Boris Kinberg – legnetti (in Pipeline)